# 로렌초 리켈미
로렌초 리켈미(이탈리아어: Lorenzo Richelmy, 1990년 3월 25일 ~ )는 이탈리아의 배우이다. 미국 넷플릭스의 드라마 《마르코 폴로》의 주인공 마르코 폴로를 연기했다.

## 출연 작품
- 라이드 (2018)
- 은행강도 대소동 (2018)
- 레인보우: 나의 사랑 (2017)
- 안개 속 소녀 (2017)
- 마르코 폴로 시즌2 (2016)
- 마르코 폴로 시즌1 (2014)
- 럭비에 실린 희망 (2013)